# Chlosyne rubrigutta
Chlosyne rubrigutta är en fjärilsart som beskrevs av Johannes Karl Max Röber 1913. Chlosyne rubrigutta ingår i släktet Chlosyne och familjen praktfjärilar. Inga underarter finns listade i Catalogue of Life.